# 国際会計検定
国際会計検定（こくさいかいけいけんてい）とは、かつて東京商工会議所が主催した英語による会計に関する検定である。2022年11月28日の第44回試験をもって検定試験を終了する旨が東京商工会議所より発表された。
英語による会計取引と国際会計理論の理解度を問う。略称はBATIC（バティック）。

## 概要
すべて英語による出題であり、択一式（マークシート方式）および英語および記号・金額による記述式による。
試験は、原則として米国における会計基準に準拠しているが、近年における国際財務報告基準（IFRS）の重要性の高まりによって、国際財務報告基準（IFRS)に準拠した会計処理が求められる問題も出題されている。また、米国会計基準やIFRSの新設・改訂に伴い、試験範囲の変更が行われるために、受験生はその受験回ごとに適用されている会計基準の知識が必要となる。なおBATICの目的は、英文簿記、米国会計基準やIFRSに関する知識の習得のみを目的としたものではなく、国際基準で作成されている財務諸表の日本基準への組み換え（リキャスティング）の能力の測定をも目的としている。アカウンティングマネジャーレベル以上の難易度は一般的に簿記準1級と言われる位置づけとなり、1級商業簿記と範囲的に重なる部分が多く高度な内容となっている。
問題点としては、英語の試験であるにもかかわらず公式ページにも英語ページ、解説などが一切なく、国内でしか評価されにくい点が上げられる。

### 試験科目
- Subject 1（英文簿記）　　配点400点　※ 全受験者必須
- Subject 2（国際会計理論）配点600点　※ 受験者の修得レベルに応じて任意

　※Subject1で320点（Subject1の80%）に満たなかった者がSubject2を同時に受験した場合，Subject2は採点されない。

### スコアと称号
- 880 〜 1000 コントローラーレベル 　　国際会計理論と国際的基準(国際財務報告基準・米国会計基準)を理解し、国際的基準での財務諸表の作成、分析および国内基準からの組替えができる。会計手続き、会計方針、内部統制組織の策定とその推進ができる。
- 700 〜  879 アカウンティングマネジャーレベル　　国際会計理論と国際的基準の基本的な部分を理解している。月次および年度の会計報告ができる。適切な決算修正仕訳、精算表、基本的な財務諸表の作成ができる。
- 320 〜  699 アカウンタントレベル 　　ブックキーパーに対する簡単な指示、英語による会計帳簿の記帳および管理ができる。
- 200 〜  319 ブックキーパーレベル 　　基本的な会計取引を英語で理解できる。

※なお，ブックキーパーレベルとアカウンタントレベルは一度取得すれば更新の必要がないが，
アカウンティングマネジャーレベルとコントローラーレベルの認定期間は3年であり，
更新する必要がある。

### 受験料
- Subject 1、2同時　10,150円
- Subject 1のみ 5,400円
- Subject 2のみ 7,990円

### 試験日
年2回（7月下旬と12月中旬）
- 終了した検定のため現在は受験不可